# Preply
Preply — це онлайн-платформа для вивчення мов. Вона дозволяє з'єднувати викладачів із учнями за допомогою алгоритму машинного навчання. Платформа працює в 180 країнах світу, має близько 35 000 репетиторів і підтримує 50 мов. Компанія Preply була заснована в США в 2012 році Кирилом Бігаєм, Сергієм Лук'яновим і Дмитром Волошиним. Її офіси розташовані в Барселоні, Нью-Йорку та Києві, а співробітники працюють у 30 країнах Європи, США, Африки, Азії та Латинської Америки.

## Історія
Компанію створили Сергій Лук'янов, Дмитро Волошин та Кирило Бігай.
2012 року на конференції IDCEE компанію було названо одним із найперспективніших українських стартапів.
2013 року компанія почала працювати на ринку України, Білорусі, Казахстану й РФ, за два роки почала роботу в Польщі. З 2016 року проєкт працює в Бразилії.
2016 стартап Preply оголосив про наміри вийти на ще три ринки: Британію, Німеччину та Іспанію. Preply залучила 1,3 мільйона доларів США від таких інвесторів, як Techstars, SMRK VCDigital і Arthur Kosten. Команда значно зросла, кількість співробітників досягла 100, що означає збільшення в 7 разів менш ніж за три роки.
У 2021 році Preply накопичила 50,6 млн доларів США інвестицій у 8 раундах фінансування.
У лютому 2022 року, коли почалось повномасштабне вторгнення РФ на територію України, Preply забезпечила безпеку та підтримку українських співробітників та їхніх родин. У липні 2022 року компанія залучила додаткові 50 мільйонів доларів інвестицій.
У серпні 2023 року Preply розширила свою серію C, залучивши додаткові 70 мільйонів доларів США на чолі з Horizon Capital. Про підвищення було оголошено разом із запуском помічника ШІ Preply. Нові кошти мають бути використані для розширення лідерства в цій категорії за допомогою наставників з використанням штучного інтелекту. Компанія також відкрила офіс у Нью-Йорку.

## Інвестиції
- 2012 — 175 тис. $ (інкубатор Eastlabs)[4].
- 2015 — 120 тис. $ від Techstars[en]
- 2016 — 1,3 млн $[1]
- 2020 — 10 млн $[9]

## Сервіс
На 2019 рік платформа налічує 47 тис. викладачів з 40 предметів (27 з них — мови). У липні 2017 сервіс мав 100 тис. зареєстрованих студентів.

## Інше
За даними компанії, у середньому репетитори викладають 30 тис. годин уроків щомісяця, ціна години становить 2 до 100 $.